# Léopold d'Autriche (1515-1557)
Pour les articles homonymes, voir Léopold d'Autriche.

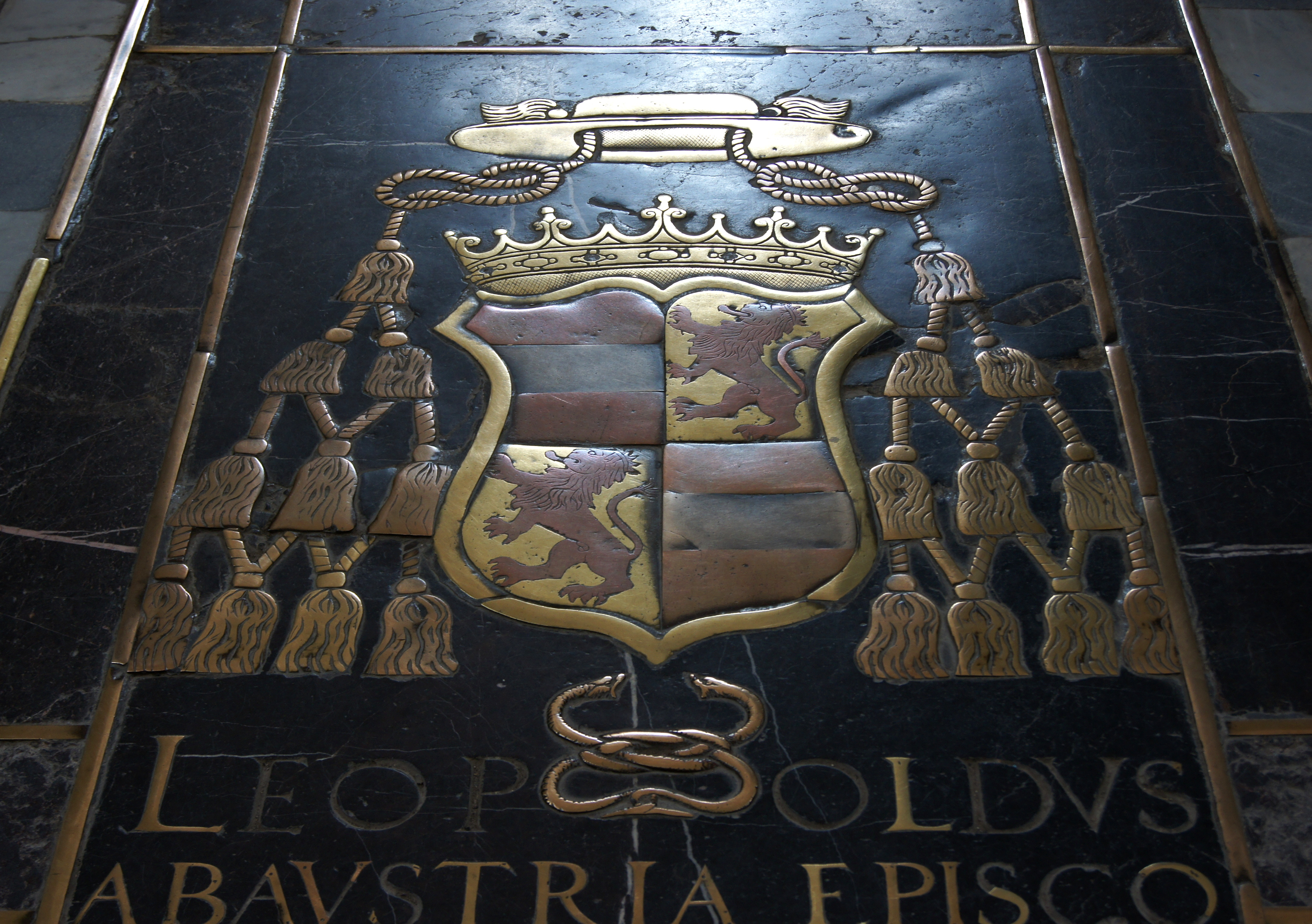
Vue de la pierre tombale de Léopold d'Autriche, avec ses armoiries timbrées du chapeau épiscopal, chœur de la cathédrale de Cordoue.

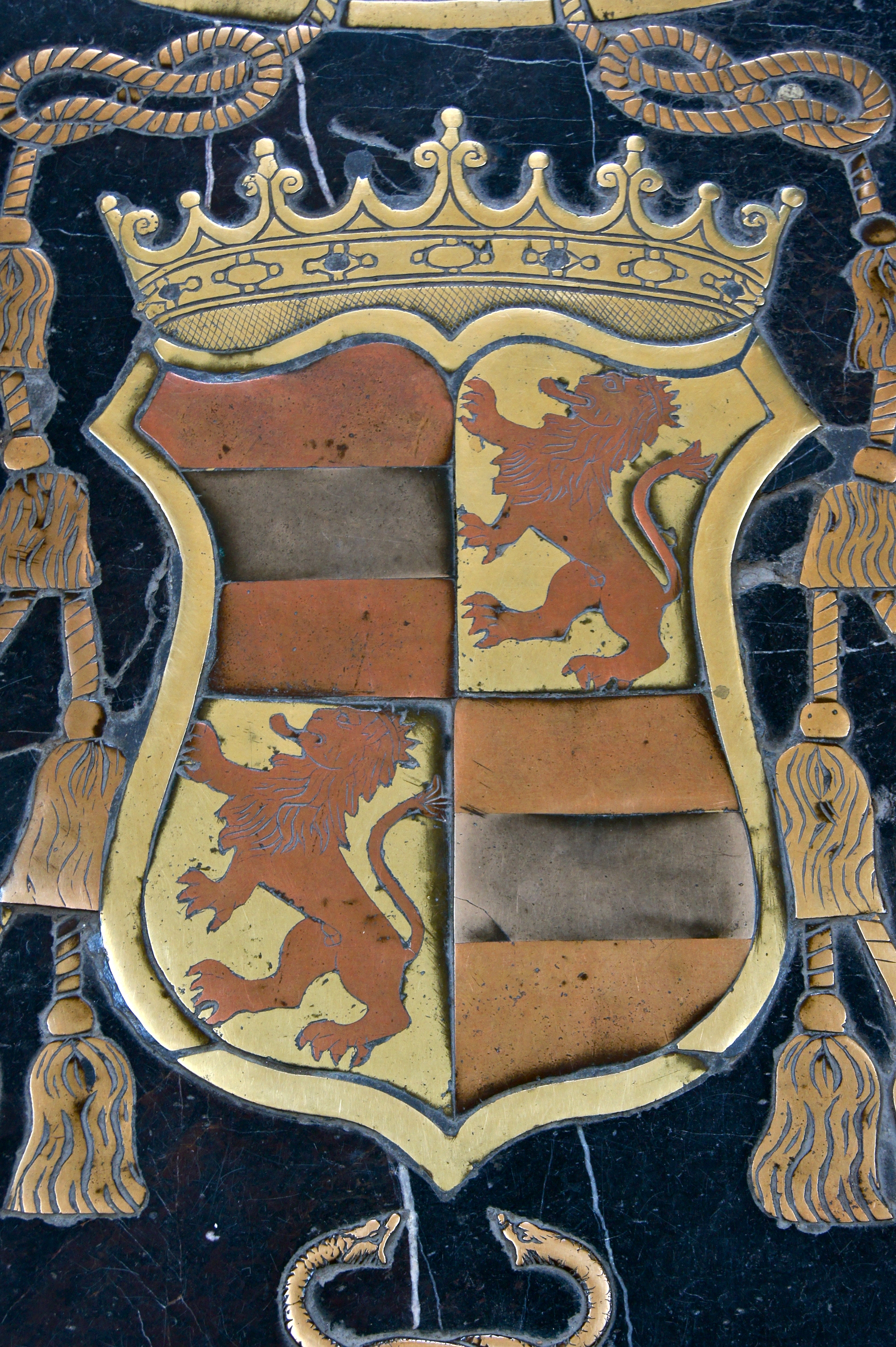
Détail des armoiries de l'évêque Léopold d'Autriche sur sa tombe dans la cathédrale de Cordoue.

Léopold d'Autriche (né entre 1513 et 1515en Autriche et mort le 27 septembre 1557 à Cordoue), fils de l'empereur romain germanique Maximilien Ier, est évêque de Cordoue de 1541 à sa mort.

## Biographie
Il est évêque de Cordoue de 1541 à 1557. Fils illégitime de l'empereur Maximilien Ier d'Autriche, il est le demi-frère de Philippe Ier de Castille dit Philippe le Beau, et l'oncle de Charles Quint.
Il est également le demi-frère d'un autre prélat, lui aussi fils illégitime du même illustre père, Georges d'Autriche, qui mourut prince-évêque de Liège.
Doté d'une solide éducation humaniste, artistique, et même architecturale, et quoique né et élevé en Autriche, il semble s'être fait correctement accepter de ses concitoyens cordouans, ainsi qu'en attestent les nombreuses traces de son ministère épiscopal dans diverses églises et bâtiments religieux de Cordoue.
Il est le père illégitime de Maximilien d'Autriche (1555-1614), archevêque de Saint-Jacques-de-Compostelle.
Il est inhumé dans le crucero (transept) de la capilla Mayor (chapelle majeure) de la cathédrale de Cordoue, ancienne mosquée omeyyade.
Son prédécesseur fut Don Pedro Fernández Manrique, et son successeur Don Diego de Álava y Esquivel.